# Sarnachbjur
Sarnachbjur – wieś w Armenii, w prowincji Szirak. W 2011 roku liczyła 2971 mieszkańców.